# Janvier en droit
| ← Janvier → |    |    |    |    |    |    |
| 1er         | 2  | 3  | 4  | 5  | 6  | 7  |
| 8           | 9  | 10 | 11 | 12 | 13 | 14 |
| 15          | 16 | 17 | 18 | 19 | 20 | 21 |
| 22          | 23 | 24 | 25 | 26 | 27 | 28 |
| 29          | 30 | 31 |    |    |    |    |

## Événements

### 1erjanvier
- Mercredi 1er janvier 1800, France (11 nivôse an VIII) : début officiel du Tribunat, l'une des quatre assemblées instituées par la constitution de l'an VIII.

- Samedi 1er janvier 1994, Québec : entrée en vigueur du nouveau Code civil du Québec.
- 2006, Belgique : entrée en vigueur de l'arrêté royal du 19 janvier 2005 interdisant de fumer sur les lieux de travail[1],[2].
- 2009, France : entrée en vigueur de la loi du 5 mars 2007 réformant les régimes de protection des majeurs[3] : curatelle, tutelle, sauvegarde de justice avec la création du mandat de protection future.
- 2010, États-Unis : le mariage homosexuel devient légal dans le New Hampshire.
- 2011, Suisse : réforme judiciaire - changement de l'organisation judiciaire des cantons suisses et entrée en vigueur des nouveaux code de procédure civile et pénale.
- 2012, Hongrie : entrée en vigueur de la Loi fondamentale de la Hongrie.
- 2014, France : entrée en vigueur du Collège de l'instruction.

### 4 janvier
- 2010, France : adoption de la loi de « protection du secret des sources des journalistes »[4] modifiant entre la loi du 29 juillet 1881 sur la liberté de la presse et le code de procédure pénale[5],[6].

### 7 janvier
- 2010, France : ordonnance no 2010-18 du 7 janvier 2010 portant création de l'agence nationale chargée de la sécurité sanitaire de l'alimentation, de l'environnement et du travail (anses) issue de la fusion de l'Afsset et de l'Afssa[7],[8].

- 2011, France : la Cour de cassation dans sa formation exceptionnelle refuse l'enregistrement d'une conversation téléphonique réalisé à l'insu de l'auteur des propos tenus car ce procédé est jugé déloyal et donc contraire à l’article 9 du code de procédure civile, à l’article 6 § 1 de la Convention européenne des droits de l'homme et au principe de loyauté dans l’administration de la preuve[9],[10].

### 8 janvier
- 2010, Portugal : l'Assemblée approuve la proposition de loi sur la légalisation du mariage homosexuel.

### 10 janvier
- 1920, Allemagne de Weimar - Royaume-Uni, France, États-Unis : promulgation du Traité de Versailles, traité de paix signé entre l'Allemagne et les Alliés à l'issue de la Première Guerre mondiale.
- 2010, France (Guyane et Martinique) : référendum sur l'autonomie de la Guyane et de la Martinique. Victoire du « non ».

### 13 janvier
- 1942, ONU : signature de la Déclaration du palais de Saint-James qui pose les bases de l'idée d’une juridiction internationale, idée qui sera concrétisée par la création du Tribunal de Nuremberg et du Tribunal de Tōkyō.

### 20 janvier
- 2010, France : suicide de Jean-Pierre Treiber, qui devait répondre d'assassinat dans l'affaire Giraud-Lherbier.

### 21 janvier
- 2010, États-Unis : arrêt de la Cour suprême Citizens United v. Federal Election Commission, l'un des plus importants des dernières années concernant le Premier Amendement[11], qui concerne spécifiquement le financement des élections[Note 1]. Cette décision a suscité les critiques du président Barack Obama lors de son discours sur l'état de l'Union, qui a appelé démocrates et républicains à voter une loi afin de la contrecarrer et d'empêcher notamment le financement de la vie électorale américaine par des entreprises étrangères[12].

### 26 janvier
- 2012, Papouasie-Nouvelle-Guinée : la crise constitutionnelle se poursuit avec une mutinerie dans les forces armées.

### 30 janvier
- 2007, France : adoption en première lecture du projet de loi inscrivant l'abolition de la peine de mort dans un nouvel article 66-1 de la Constitution française.